# Uncharted Channels
Uncharted Channels er en amerikansk stumfilm fra 1920 af Henry King.

## Medvirkende
- H. B. Warner som Timothy Webb Jr
- Kathryn Adams som Sylvia Kingston
- Sam De Grasse som Nicholas Schonnn
- Evelyn Selbie som Elsa Smolski
- William Elmer som Jim Baker
- Percy Challenger som Roger Webb
- Thomas Persse som Peter Hines
- J. P. Lockney som Thomas Empey